# Аннексия Центральной Америки Мексикой
Аннексия Центральной Америки Мексикой (исп. Anexión de la Capitanía General de Guatemala al Primer Imperio mexicano) — политический процесс, когда в первой половине 1822 года несколько провинций Центральной Америки присоединились к Мексиканской империи Агустина де Итурбиде.

## Предыстория
В 1609 году территория Центральной Америки была административно выделена внутри вицекоролевства Новой Испании (Мексики) в качестве генерал-капитанства Гватемалы.
В 1821 году Война за независимость Мексики перешла в завершающую фазу. 24 февраля 1821 года Агустин де Итурбиде провозгласил «План Игуалы». 24 августа 1821 года представители испанской короны и Итурбиде подписали Кордовский договор, в котором признавалась независимость Мексики в соответствии с положениями «Плана Игуала».
В сложившейся ситуации Провинциальная депутация провинции Гватемала 15 сентября 1821 года также провозгласила независимость от Испании, и призвала прочие провинции бывшего генерал-капитанства Гватемала прислать депутатов на конгресс, который должен был в марте 1822 года решить: настаивать на полной независимости или нет.
Однако 29 октября 1821 года Итурбиде — уже в качестве регента Мексиканской империи — отправил письмо генерал-капитану Временной консультативной хунты Центральной Америки Габино Гаинсе с предложением о присоединении к Мексике на основе «трёх гарантий», указанных в Кордовском договоре.

## Процесс аннексии

Территория Мексиканской империи после аннексии Центральной Америки. Аннексированные территории выделены более светлым цветом

Месяц спустя, 30 ноября Гаинса отправил предложение провинциям Центральной Америки на местных обсуждениях решить вопрос с присоединением к Мексике. 3 декабря 1821 года, Гаинса написал ответное письмо к Итурбиде, в котором указал, что для принятия решения ему необходимо выяснить мнение представителей всех административных единиц Центральной Америки, и попросил срок до 3 января 1822 года, а до этого времени мексиканские войска, уже подошедшие к границе, не должны были вторгаться в Центральную Америку.
5 января 1822 года (с опозданием на два дня против обещанной даты) Гаинса написал, что 32 муниципалитета согласились на аннексию безоговорочно, 104 — с некоторыми условиями, 2 высказались резко против, и 21 полагают, что вопрос должен обсуждаться на Конгрессе, запланированном на март. Несмотря на то, что этот список был неполон, было очевидно, что подавляющее большинство высказываются за аннексию, и потому в условиях сильного давления Гаинсо и Временная консультативная хунта 9 января 1822 года издали в городе Гватемала декларацию о присоединении территории бывшего генерал-капитанства Гватемала к Мексиканской империи.
11 января 1822 года Правящая хунта провинции Сан-Сальвадор объявила аннексию нелегитимной, и провозгласила независимость провинции Сан-Сальвадор.
23 января Итурбиде назначил Гаинсу временным генерал-капитаном Гватемалы. 30 марта Итурбиде произвёл Гаинсу в генерал-лейтенанты и предложил в награду за службу должность губернатора любой из провинций империи.
В мае мексиканские войска под командованием Висенте Филисолы вступили в Гватемалу. 12 июня 1822 года они прибыли в город Гватемала. 23 июня по распоряжению Итурбиде Гаинса передал власть Филисоле и отбыл в Мехико.

## Последствия
В феврале 1823 года Филисоле удалось сломить сопротивление провинции Сан-Сальвадор и присоединить её к Мексиканской империи. Однако уже 19 марта 1823 года Итурбиде отрёкся от престола и бежал из страны. 1 июля 1823 года была принята Декларация о полной независимости Центральной Америки, вновь отделившая её от Мексики.